# Tour Granite
La Tour Granite es un rascacielos de oficinas situado en el distrito financiero La Défense de París, aunque concretamente está en el término municipal de Nanterre. 

## Historia
La Tour Granite fue inaugurada el 15 de diciembre de 2008. Es obra del arquitecto francés Christian de Portzamparc y se trata del primer rascacielos con el certificado NF Bâtiment tertiaire-démarche HQE (Haute Qualité Environnmentale), un título que se otorga en Francia a los edificios sostenibles y respetuosos con el medio ambiente.
Se trata del quinto edificio más alto de la Défense, por detrás de la Torre First. la Torre Total, la Tour T1 y la Tour Areva. Es propiedad de la empresa francesa Société Générale y forma parte del complejo de rascacielos conocidos bajo el nombre de Tours Société Générale junto con la Torre Chassagne y la Torre Alicante. Al igual que estos últimos, la Tour Granite posee un tejado de una pronunciada inclinación y a las tres se accede a través del mismo vestíbulo. 
En un principio el rascacielos iba a tener 230 metros de altura, pero debido a los atentados del 11 de septiembre de Nueva York, a petición de la propietaria del edificio, la altura fue revisada a la baja. El inicio de las obras se vio retrasado hasta 2005 debido a diferentes contratiempos. 